# Джафар Джаббарли (станція метро)
40°22′46″ пн. ш. 49°50′56″ сх. д. / 40.37944° пн. ш. 49.84889° сх. д.
«Джафа́р Джаббарли́» (азерб. Cəfər Cabbarlı) — станція другої лінії Бакинського метрополітену, розташована від станції «Шах Ісмаїл Хатаї» і названа на честь азербайджанського письменника Джафара Джаббарли. Зі станції «Джафар Джаббарли» здійснюється пересадка на станцію «28 Травня».

## Характеристика
27 жовтня 1993 відкрита західна половинка станції і по другій колії перегону «Джафар Джаббарли» — «Шах Ісмаїл Хатаї» був запущений потяг-човник. В кінці 2008 року була відкрита східна половинка станції і по першій колії був запущений другий поїзд-човник, який на станції «Шах Ісмаїл Хатаї» використовує тільки другу колію.
Станція має прямий підземний перехід до станції «28 Травня», неподалік від якої вона розташована. Також має власний вхід, пов'язаний з безліччю підземних коридорів і переходів.
В майбутньому планується з'єднати безпосередньо станції «Джафар Джаббарли» і «Нізамі Гянджеві».
Конструкція станції — пілонна трисклепінна